# 琴春日桂吾

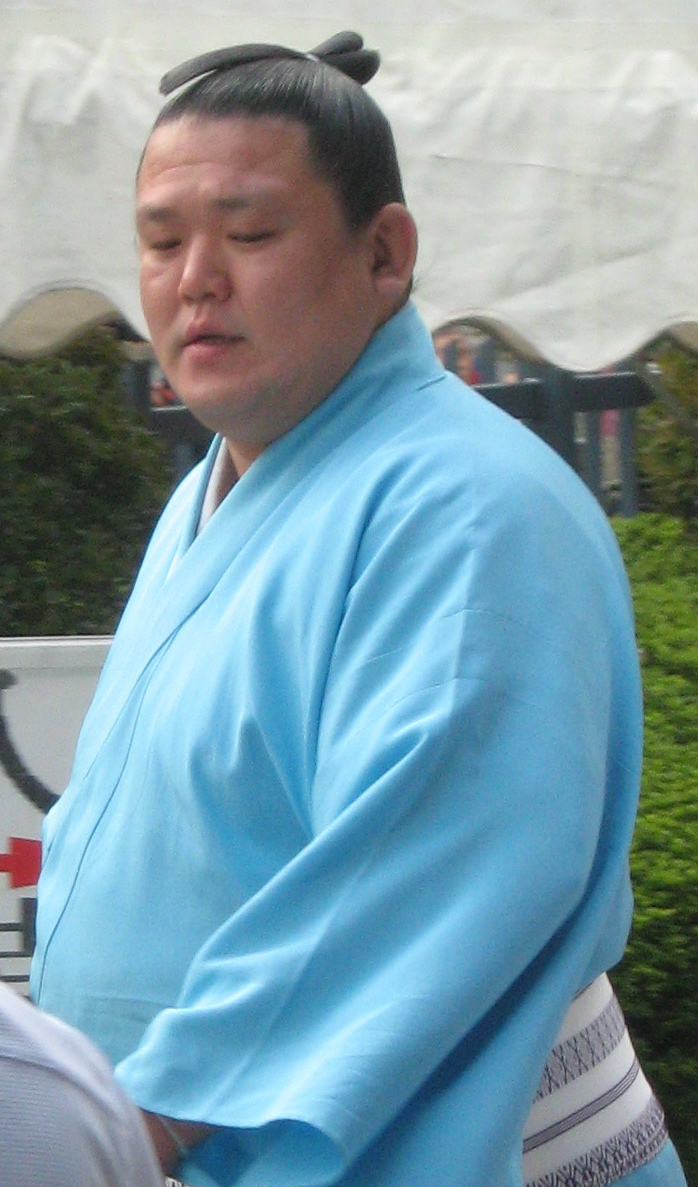
琴春日桂吾

琴春日桂吾（1977年8月25日—），原名山田桂吾，日本福岡縣春日市出身的前大相撲力。身高182cm、體重150kg、血型B型。最高位置東前頭7枚目（2010年11月場所）。所屬的相撲部屋是佐渡嶽部屋，2011年大相撲造假問題被勸告引退。

## 生涯
在小學時，山田桂吾是一名壘球運動員，在初中時，他在棒球方面表現出色。畢業后，他被佐渡嶽部屋招募，並於1993年3月首次亮相。他最初以四股名琴之山戰鬥，於1995年晉陞為三段目，並於1997年首次進入幕下級別。他於1999年採用了琴春日這個名字，以紀念他的家鄉。2004年11 月，他終於晉陞到十兩，從而進入了關取行列。他在2005年5月、7月、9月和2006年1月的另外四場比賽中都獲得了十兩排名，但隨後再次陷落幕下。在雙肘受傷后，他考慮過退役，但他在2007年9月以30歲的高齡重新晉陞為十砍，然後連續四次奪冠，在2008年5月晉陞為幕內選手。從他的職業首秀開始，他花了91場比賽才到達那裡，是當時第二慢的。他在幕內的首秀中只能取得4勝11負的戰績，並退回到十兩。然而，他在2010年9月重返幕內，這次以9-6的比分獲勝。這使他在2010年11月的比賽中晉陞為東前頭7枚目的最高等級。
2011年4月，他與其他19名力士和親方一起被相撲協會勒令退役，因為調查發現他安排了比賽結果。他於4月4日提交了退休信。2011年6月，在兩國國技館舉行了斷髮式。他現在在福岡市經營著一家日式燒肉店。